# Tongdrol
Un tongdrol (tibétain : མཐོང་གྲོལ, Wylie : mthong grol, THL : tongdrol), parfois écrit thongdrol ou thongdrel, est, en dzongkha, la langue officielle du Bhoutan, un thangka géant, fait de broderie de soie et représentant un bouddha. Ce thangka géant est exposé à la vue des fidèles lors de certaines fêtes bouddhistes au Bhoutan et en Chine (principalement dans les régions de culture mongole ou tibétaine ou les lieux ayant des édifices de ces religions dans les autres régions). On le déroule, selon le cas, sur un mur à thangka, sur la façade d'un bâtiment, sur l'aire ad hoc d'un versant de colline, sur un portique métallique.

## Étymologie

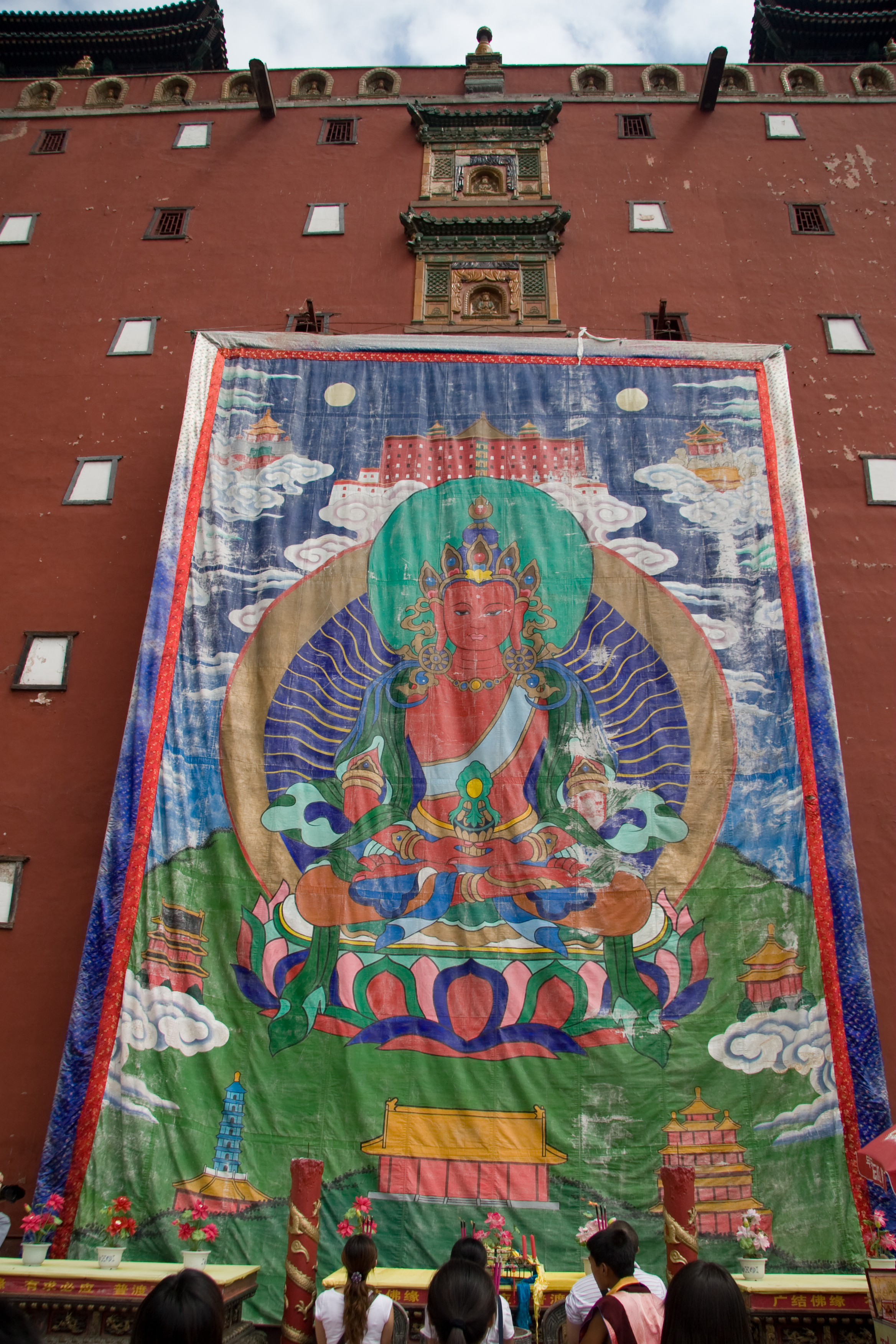
Thongdrel au temple de Putuo Zongcheng, à Chengde, province du Hebei, en Chine

Tongdrol est un mot tibétain signifiant « libération par la vue » et désignant un grand thangka de brocart. Ce type de thangka est également appelé goku གོས་སྐུ་ (gos.sKu) en tibétain, qui signifie « image en tissu ».

## Histoire
Vers 1582, alors qu'il avait 25 ans, le 9e karmapa, Wangchuk Dorjé a fait réaliser selon la méthode de l'appliqué une immense thangka en brocart par des artistes de l'école Karma Gadri représentant le Bouddha Sakyamuni au centre, entouré de deux bodhisattva, Manjushri et Maitreya et des karmapa, et de Vajradhara au-dessus et Mahakala Bernagchen au-dessous. Haut de 35 mètres et large de 23 mètres, il était exposé à la vue des fidèles, une fois par an, sur le flanc de la montagne face au monastère kagyu de Tsourphou, dans la ville-préfecture de Lhassa, lors de la fête religieuse de Saga Dawa,.
Le record du monde du plus grand tongdrol est détenu, depuis 2013, par le Tibétain Migmar Tsering (tibétain : མིག་དམར་ཚེ་རིང, Wylie : mig dmar tshe ring, pinyin tibétain : Mima Ciren 米玛次仁) avec une surface de 10 200 m2.